# Hang Tuah (station)
Hang Tuah est une station du monorail de Kuala Lumpur.
| Nord/Ouest                               |  |                        |  | Sud/Est                           |
| ---------------------------------------- |  | ---------------------- |  | --------------------------------- |
| Plaza Rakyat (en) vers Sentul Timur (en) |  | ligne Ampang (d)       |  | Pudu (en) vers Ampang (en)        |
| Plaza Rakyat (en) vers Sentul Timur (en) |  | ligne Sri Petaling (d) |  | Pudu (en) vers Putra Heights (en) |
| Maharajalela vers KL Sentral             |  | KL Monorail            |  | Imbi vers Titiwangsa              |
| modifier sur Wikidata                    |  |                        |  |                                   |